# Pierrette Bauer-Bovet
Pour les articles homonymes, voir Bauer et Bovet.
Pierrette Bauer-Bovet, née le 2 août 1908 et morte le 1er juin 2002, est une illustratrice et écologiste suisse.

## Biographie
Pierrette Bovet, fille de l'architecte Edmond Bovet et d'Antoinette de Chambrier, est née le 2 août 1908,. Sa famille émigre en France en raison de la crise économique du début des années 1920 et elle étudie à l'École des arts décoratifs de Strasbourg,. Elle y reçoit le prix de la municipalité. Elle travaille ensuite dans une maison d'édition d'art à Paris et réalise des illustrations de mode des créations de Balmain, Dior et Piguet pour différentes revues. 
De retour à Neuchâtel en 1935, elle épouse le diplomate et politicien Gérard Bauer. Lorsque ce dernier est en poste à Paris après la Seconde Guerre mondiale, elle est conseillère pour les jeux et albums d'enfants chez Nathan. Elle y crée et illustre la série Les animaux de A à Z.
De 1961 à 1978, elle conçoit avec le conservateur Archibald Quartier et le taxidermiste Fritz Gehringer l'exposition permanente du Muséum d'histoire naturelle de Neuchâtel et peint la centaine de dioramas qui l'illustrent,. Elle réalise également des dioramas pour le Musée d'Art et d'Histoire de Neuchâtel. 
Elle réalise les illustrations de plusieurs livres consacrés aux arbres : Arbres et arbustes d'Europe d'Archibald Quartier en 1973,, Les arbres, leurs écorces d'Hugues Vaucher en 1981 et Arbres et arbustes exotiques de nos parcs de jardin de Gaëtan du Châtenet en 1987.
Parallèlement, elle s'engage en faveur de la protection de l'environnement. De 1974 à 1984, elle est rédactrice du Petit Ami des animaux créé en 1918 par Hermann Rüss,. Elle soutient tant le WWF que Pro Natura et préside pendant les années 1970 la Société protectrice des animaux de Neuchâtel[source insuffisante]. Elle participe également à la réintroduction, clandestine, du lynx d'Europe dans le canton de Neuchâtel en 1974 et 1975 avec Archibald Quartier,.

## Œuvres
- Archibald Quartier (textes) et Pierrette Bauer-Bovet (illustrations), Arbres et arbustes d'Europe, Neuchâtel, Delachaux & Niestlé, 1973.
- Hugues Vaucher (textes) et Pierrette Bauer-Bovet (illustrations), Les arbres, leurs écorces, Paris, Hachette, 1981
- Gaëtan du Châtenet (textes) et Pierrette Bauer-Bovet (illustrations), Arbres et arbustes exotiques de nos parcs de jardin, Neuchâtel, Delachaux & Niestlé, 1987.